# Radularog
De radularog (Raja radula) is een vissensoort uit de familie van de Rajidae. De wetenschappelijke naam van de soort is voor het eerst geldig gepubliceerd in 1809 door Delaroche.